# 존 케이 (발명가)
존 케이(John Kay, 1704년 6월 17일- 1779년경)는 영국의 발명가이다. 랭카셔에서 출생하였으며 방적기의 개량에 노력하였다. 1733년 방직기의 새로운 북을 발명하여 폭이 넓은 옷감을 빨리 짤 수 있게 하였다. 그러나 이로 인하여 일자리를 잃은 사람들이 폭동을 일으켜 프랑스로 피신하여 불행하게 죽었다.